# Monte de las Cruces
El monte de las Cruces se encuentra ubicado en el municipio de Ocoyoacac del Estado de México. Su cima es el punto más alto en la trayectoria de la carretera federal 15 entre la Ciudad de México y Toluca.

## Nombre e historia
Durante la época virreinal algunos salteadores de caminos asesinaron a varias personas en esta zona. A la memoria de los muertos fueron colocadas varias cruces, es por este motivo que el monte es conocido por este nombre. En 1795 el escultor Manuel Tolsá realizó un proyecto para construir un obelisco con la intención de decorar el camino y fijar el límite entre Ocoyoacac y Lerma, debería de haber llevado una placa con el nombre del virrey Miguel de la Grúa Talamanca y tendría un reloj de sol de acuerdo a los planos del escultor. La obra no se llevó a cabo.
El 30 de octubre de 1810 fue el escenario de la batalla que lleva su nombre librada entre los insurgentes al mando de Miguel Hidalgo, Ignacio Allende y Juan Aldama, y los realistas comandados por el coronel Torcuato Trujillo, el mayor José Mendívil y el capitán Antonio Bringas. En 1852 el Círculo Patriótico “Miguel Hidalgo”, tomando la idea de Tolsá, ordenó construir un obelisco de cantera para recordar a los héroes de la Independencia de México, el cual tenía una altura de diez metros.  La cantera fue extraída de las peñas de La Marquesa.
En junio de 1861, a pesar de que ya había concluido la guerra de Reforma, un grupo de conservadores rebeldes capturaron y fusilaron al liberal Melchor Ocampo en Tepeji del Río. Los generales liberales Santos Degollado y Leandro Valle pretendieron vengar su muerte, sin embargo ambos fracasaron en las inmediaciones del monte de las Cruces. El primero murió durante un enfrentamiento el 15 de junio, y el segundo fue capturado y fusilado el 23 de junio por órdenes del conservador Leonardo Márquez.
El 30 de octubre de 1979, el presidente José López Portillo inauguró los monumentos ecuestres dedicados a Miguel Hidalgo, Ignacio Allende y José Mariano Jiménez . El escudo del estado de México tiene en su segundo cuartel una clara alusión al monte de las Cruces, cuyo significado es la libertad.